# Lucila Pascua i Suárez
María Lucila Pascua Suárez, també coneguda com a Luci Pascua, (Sabadell, 21 de març de 1983) és una jugadora de bàsquet catalana.
Formada al Bàsquet Sant Gabriel Ripollet, va completar la seva formació al Club Natació Sabadell i al Segle XXI. La temporada 2001-02 va debutar a la Lliga Femenina al Mann-Filter Zaragoza, on va jugar durant quatre anys. La temporada 2005-06 va fitxar pel CB San José, tornat al club aragonès després de la desaparició del club lleonès. Va fitxar pel Perfumerias Avenida la temporada 2011-12, amb el qual va guanyar una Lliga espanyola, una Copa de la Reina, dues Supercopes d'Espanya i una Supercopa d'Europa. Posteriorment, va jugar al ŽKK Novi Zagreb, de la lliga croata, i PINKK-Pécsi 424, aconseguint una lliga hongaresa. De tornada a la lliga espanyola, va jugar al CB Conquero de Huelva, guanyant una altra Copa de la Reina, l'Stadium Casablanca de Saragossa, Lointek Gernika Bizkaia i jugà la temporada 2019-20 amb el Cadí la Seu. A la Lliga Femenina, ha disputat més de 500 partits, superant els 3.000 punts i és la màxima rebotadora històrica de la competició. Des de l'any 2007 és presidenta de l'Associación de Jugadoras de Baloncesto.
Amb la selecció espanyola de bàsquet ha sigut internacional en 244 ocasions, essent la quarta jugadora de bàsquet amb més internacionalitats. Ha participat en tres Jocs Olímpics (Atenes 2004, Pequín 2008 i Rio de Janeiro 2016) i, entre d'altres èxits, ha guanyat una medalla d'argent als Jocs Olímpics de Rio de Janeiro 2016. al Campionat del Món de 2014 i al Campionat d'Europa de 2007, i una medalla de bronze als Jocs Mediterranis de 2001, al Mundial 2010 i tres al Campionat d'Europa.

## Palmarès
Clubs
- 1 Supercopa d'Europa de bàsquet femenina: 2011-12
- 1 Lliga espanyola de bàsquet femenina: 2012-13
- 2 Copa espanyola de bàsquet femenina: 2011-12, 2015-16
- 1 Supercopa d'Espanya de bàsquet femenina: 2011-12, 2012-13
- 1 Lliga hongaresa de bàsquet femenina: 2013-14

Selecció espanyola
- 1 medalla d'argent als Jocs Olímpics d'Estiu de 2016
- 1 medalla d'argent al Campionat del Món de bàsquet femení: 2014
- 1 medalles de bronze al Campionat del Món de bàsquet femení: 2007
- 1 medalla de plata al Campionat d'Europa de bàsquet femení: 2007
- 3 medalles de bronze al Campionat d'Europa de bàsquet femení: 2003, 2005, 2009
- 1 medalla de bronze als Jocs Mediterranis de 2001